# Linden (Bad Heilbrunn)
Linden ist ein Ortsteil der Gemeinde Bad Heilbrunn im oberbayerischen Landkreis Bad Tölz-Wolfratshausen. 

## Lage
Der Weiler liegt circa drei Kilometer westlich von Bad Heilbrunn auf der Gemarkung Oberbuchen.
Der Ort gehörte bis 1971 zur ehemaligen Gemeinde Oberbuchen.

## Baudenkmäler
Siehe: Liste der Baudenkmäler in Linden